# Edmonton Rush
Edmonton Rush – zawodowa drużyna lacrosse grająca w National Lacrosse League w dywizji zachodniej. Siedziba drużyny mieści się w Edmonton w Kanadzie.

## Informacje
- Rok założenia: 2005
- Trener: Paul Day
- Manager: Paul Day
- Arena: Rexall Place
- Barwy: czarno-szaro-bursztynowe

## Osiągnięcia
- Champion’s Cup:-
- Mistrzostwo dywizji:-

## Skład
- Bramkarze:
  -  Dwight Maetche
  -  Kurtis Wagar

- Obrońcy:
  -  Ted Jenner
  -  Andrew Turner
  -  Buck Stobart
  -  Rob Williams
  -  Daryl Welsh
  -  Rory Glaves
  -  Chris McElroy
  -  Chris Stachniak

- Napastnicy:
  -  Dan Stroup
  -  Randy Daly
  -  Ryan O’Connor
  -  Jamey Bowen
  -  Kevin Howard
  -  Jason Wulder
  -  Chris Gill
  -  Colin Sherbanuk
  -  Jimmy Quinlan